# 正親町実綱
正親町実綱（おおぎまち さねつな、康永2年（1343年） - 応安3年（1370年）1月23日）は、南北朝時代の公卿。

## 官歴
- 貞和元年（1345年）：正四位下、左近衛中将、参議
- 貞和2年（1346年）：讃岐権守
- 貞和3年（1347年）：従三位
- 貞和6年（1350年）：権中納言

## 系譜
- 父：正親町忠季
- 弟：洞院実信
- 養子：正親町公仲（正親町公蔭の孫）